# ダブルアクション

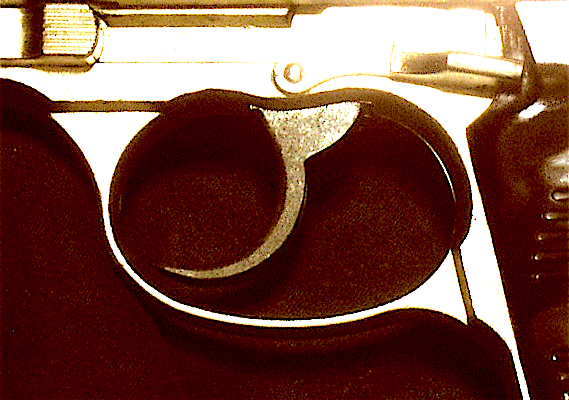
ストロークが長いため、中央部に設置されたダブルアクションのトリガー。（ワルサーP38）

ダブルアクション (double action) は、銃器においてトリガー（引金）を引く事によりハンマー（撃鉄）が通常位置から撃発準備位置まで後退し、そのまま撃発される作動機構を指す。

## 概要
この機構が主に採用されるのは拳銃である。
ダブルアクション方式開発以前の拳銃はシングルアクションであった。シングルアクション方式は、端的に言えば引金を引くことと撃鉄を落とすことだけが連動している構造である。そのため、発射の際には「撃鉄を起こす」→「引金を引く」と、2回に分けて操作を行う必要があった。
この構造は、構造自体が単純すぎるために操作安全性に大きな問題があり、様々な要因による暴発事故が発生しやすい構造であった。加えて、操作量が多く、即応性や連射性にも課題があった。
ダブルアクション方式では、引金操作に連動して「撃鉄を起こす」操作が自動化されている。この構造はシングルアクション方式に比べて引き金が重く、「うっかり引き金を引いてしまう」リスクが大きく軽減される。加えて、撃鉄操作を行う機会が減るため、これに関わる暴発リスクも大幅に軽減される。さらに、操作量が減ることで即応性・連射性もシングルアクションよりも改善する。（クイックドロウなど、ごく一部のシチュエーションにおいてはこの限りではない）
現代の拳銃は、特に安全性に関わる理由から、懐古的/記念品的なモデルを除きほとんどすべての機種がダブルアクション方式を採用している。

## 採用される銃種
回転式拳銃（リボルバー）
ダブルアクション拳銃が発明されてから、リボルバーではダブルアクション拳銃が主流となる。
自動式拳銃
もともと、初めの一発にハンマーを起こせば2発目以降は自動で起きる自動拳銃においてはダブルアクション機構の採用は遅かったが、安全性や突発事態時の対応などから採用されている。
回転弾倉式グレネードランチャー
ダネルMGL、ワロップ エクスカリバーMkⅡ等に採用例あり。

## 特性
- リボルバーにあっては、前記の機構に回転弾倉（シリンダー）を次弾の位置まで回転させる機能が付加され、ダブルアクションのトリガー操作で次弾を速やかに発射することが可能である。特に騎兵が馬上で扱うときや、突発的な打ち合いに対処できることからアメリカ合衆国で必要性から発明された。
- 自動拳銃にあっては、初弾発射時の反動による遊底（スライド）の作動で撃鉄が通常位置から撃発準備位置まで自動的に戻されるため、シングルアクションのトリガー操作のみで速やかに次弾を発射できる。また、不発弾であった場合の再撃発に有効であるとされるほか、チャンバー（薬室）に弾が装填されている状態でハンマーを安全な通常位置などにしたまま速やかに発射できる利点がある。

実戦には有用な機構であるが、シングルアクションと比較するとトリガーストローク（撃発までのトリガーの引きしろ）が長く、またハンマーを起こすのもトリガーを引く指の力だけで行うため、トリガープル（トリガーを引ききるのに必要な力）が重くなっており、銃が動揺しやすい欠点がある。したがって、精密射撃には不向きである。
また、シングルアクション / ダブルアクション併用の銃は、あらかじめハンマーを引き起こしておくとシングルアクションと同じ状態になる（後述のダブルアクションオンリーを除く）。が、この運用方法は暴発を招くために推奨されないことが多い。

### ダブルアクションオンリー
なお、一部の拳銃ではトリガープルの重さを逆に利用し、安全装置の代わりとしている。この場合は通常ハンマーが手動で引き起こせないような構造になっており、常にダブルアクションでの発射（double action only, DAO：ダブルアクションオンリー）となる。なお、安全性などの理由により、ダブルアクションオンリーではないリボルバー拳銃でもこの運用法は見られる。